# Emoia sorex
Espèce
Synonymes
- Lygosoma sorex Boettger, 1895
- Euprepes samoensis var. moluccensis Peters, 1864

Emoia sorex est une espèce de sauriens de la famille des Scincidae.

## Distribution
Cette espèce se rencontre sur les îles d'Halmahera et de Sulawesi en Indonésie.

## Publication originale
- Boettger, 1895 : Liste der Reptilien und Batrachier der Insel Halmaheira nach den Sammlungen Prof. Dr. W. Kükenthal's. Zoologischer Anzeiger, vol. 18, p. 116-121, 129-138 (texte intégral).